# 5305 Bernievolz
5305 Bernievolz è un asteroide della fascia principale. Scoperto nel 1978, presenta un'orbita caratterizzata da un semiasse maggiore pari a 2,4383776 UA e da un'eccentricità di 0,1544560, inclinata di 1,78945° rispetto all'eclittica.